# Шокул Анатолій Олексійович
Анатолій Олексійович Шокул (нар. 20 червня 1928) — український радянський діяч, заслужений металург Української РСР, директор Ждановського (Маріупольського) металургійного комбінату «Азовсталь» імені Серго Орджонікідзе Донецької області. Депутат Верховної Ради СРСР 11-го скликання.

## Біографія
Закінчив Київський політехнічний інститут.
У 1952—1981 роках — помічник майстра, виробничий майстер, начальник зміни, помічник начальника цеху, заступник начальника цеху, начальник доменного цеху, головний інженер Ждановського металургійного заводу (комбінату) «Азовсталь» імені Серго Орджонікідзе Донецької області.
Член КПРС з 1958 року.
У 1981—1988 роках — директор Ждановського (тепер — Маріупольського) металургійного комбінату «Азовсталь» імені Серго Орджонікідзе Донецької області.
Потім — на пенсії у місті Маріуполі Донецької області.

## Нагороди
- ордени
- лауреат Державної премії Української РСР (1981)
- заслужений металург Української РСР
- медалі